# Nora Vega
Nora Alicia Vega (Mar del Plata, 12 de septiembre de 1961) es una deportista argentina dedicada al patín que fue cinco veces campeona mundial, seis veces campeona panamericana y diez veces campeona sudamericana. En 1996 y 2008 fue una de las portadoras de la antorcha olímpica para los Juegos Olímpicos de Atlanta 1996 y Pekín 2008. Fue ganadora del Premio Olimpia de oro (máximo premio deportivo de Argentina) en 1995, concedido al mejor deportista del año. Obtuvo además el Premio Konex de Platino en 1990 y 2000 como la mejor patinadora de la década en Argentina. Es considerada la mejor patinadora de la historia en Argentina y una de las mejores deportistas de la historia de Mar del Plata.

## Carrera deportiva
Nora nació en Mar del Plata el 12 de septiembre de 1961. Su padre, fundador del Club Deportivo Norte, impulsó a ella y a su hermano Reynaldo a la práctica deportiva. Reynaldo Vega también sería un destacado patinador, consagrándose subcampeón mundial en el Campeonato Mundial de Patín de Mar del Plata en 1978, en la prueba de 500 m.
Nora se especializó en velocidad ayudada por un físico muy pequeño. Con 18 años, participó en los Juegos Panamericanos de 1979 celebrados en San Juan, Puerto Rico, obteniendo cuatro medallas de oro (500 m contra reloj, 500 m por eliminación, 3000 m a los puntos y 3.000 m por relevos). Ese mismo año, compitió en el Campeonato Mundial de Italia, consagrándose campeona mundial en 500 m por eliminación.
En 1986, impulsada por su deseo de competir en los Juegos Olímpicos, algo que su deporte le impedía por no estar reconocido como disciplina olímpica, intentó sin suerte dedicarse al atletismo. Retomado el patín, en 1988 volvió a consagrarse campeona mundial en 300 m contra reloj (Italia), logro que repitió al año siguiente, en la misma prueba, en el Campeonato Mundial de Nueva Zelanda.
En 2000, fue designada integrante de la Comisión Técnica de la Federación Internacional de Royal Skating (FIRS).
Obtuvo el Premio Konex de Platino en 1990 y 2000 como la mejor patinadora de la década en Argentina.
Nora obtuvo otros dos campeonatos mundiales en las Termas de Caracalla (1992), en 5000 m a la americana integrando el equipo con Maria Eva Richardson y Rosana Sastre y en 300 m contra reloj en el mundial de ruta de Arcachón en 1994.
Fue designada para encender el pebetero en los Juegos Panamericanos de 1995 celebrados en su ciudad natal. En esos Juegos, obtuvo dos medallas de oro en 300 m contra reloj y 3.000 m por relevos. Ese mismo año, recibió el Premio Olimpia de oro, máximo premio deportivo de Argentina, concedido al mejor deportista del año, habiendo también recibido cinco veces el Premio Olimpia de plata como la mejor deportista del año en patín. En 1996 fue designada para portar la antorcha olímpica en los Juegos Olímpicos de Atlanta 1996.
Vega trabaja como profesora del Ente Municipal de Deportes y Recreación de Mar del Plata (EMDER). En 2008, fue designada nuevamente para portar la antorcha olímpica en su marcha hacia los Juegos Olímpicos de Pekín 2008.

## Otros deportes
Vega fue también miembro de federación nacional de bandy.